# Sony Dwi Kuncoro
Sony Dwi Kuncoro (* 7. Juli 1984 in Surabaya) ist ein indonesischer Badmintonspieler.

## Karriere
Kuncoro spielte bei Olympia 2004 im Herreneinzel und bezwang in den ersten beiden Runden Roslin Hashim aus Malaysia und Jim Ronny Andersen aus Norwegen. Im Viertelfinale schlug er Park Tae-sang aus Südkorea mit 15:13, 15:4. Kuncoro kam ins Halbfinale, in welchem er Shon Seung-mo aus Südkorea mit 15:6, 9:15, 15:9 unterlag. Im Match um die Bronzemedaille bezwang er Boonsak Ponsana aus Thailand mit 15:11, 17:16. Bei der Individual-WM 2007 stand er im Finale, unterlag dort aber gegen Lin Dan aus China.

## Erfolge
| Platz                       | Disziplin    | Datum | Veranstaltung |
| --------------------------- | ------------ | ----- | ------------- |
| Badminton-Weltmeisterschaft |              |       |               |
| 2                           | Herreneinzel | 2007  | Kuala Lumpur  |
| Olympische Spiele           |              |       |               |
| 3                           | Herreneinzel | 2004  | Athen         |
| Asienmeisterschaften        |              |       |               |
| 1                           | Herreneinzel | 2002  |               |
| 1                           | Herreneinzel | 2003  |               |
| 1                           | Herreneinzel | 2005  |               |
| 2                           | Herreneinzel | 2004  |               |